# Клетштедт
Клетштедт (нем. Klettstedt) — община в Германии, в земле Тюрингия. 
Входит в состав района Унструт-Хайних. Подчиняется управлению Бад Теннштедт.  Население составляет 212 человек (на 31 декабря 2010 года). Занимает площадь 5,69 км².